# Mesoleius balearicus
Mesoleius balearicus är en stekelart som först beskrevs av Joseph Kriechbaumer 1894.  Mesoleius balearicus ingår i släktet Mesoleius och familjen brokparasitsteklar. Inga underarter finns listade i Catalogue of Life.